# 97
El año 97 (XCVII) fue un año común comenzado en domingo del calendario juliano, en vigor en aquella fecha.
En el Imperio romano, era conocido como el Año del consulado de Augusto y Rufo (o menos frecuentemente, año 850 Ab urbe condita). La denominación 97 para este año ha sido usado desde principios del período medieval, cuando el Anno Domini se convirtió en el método prevalente en Europa para nombrar a los años.

## Acontecimientos
- El papa Evaristo sucede a Clemente I.
- Nerva escoge a Trajano como sucesor.